# Antoni Filipowicz
Antoni Filipowicz (ur. w 1942 w Ostrołęce) – polski architekt, malarz i pisarz.

## Życiorys
Studiował na kierunku Architektura i Inżynieria Lądowa na Politechnice Warszawskiej. Pozazawodowo zajmuje się malarstwem i pisarstwem. Stosuje głównie technikę suchego pastelu. Swoje realistyczne malarstwo poświęca polskiej architekturze oraz polskiemu pejzażowi. Bliskie jest mu również malarstwo sakralne i martwa natura.

## Dorobek artystyczny

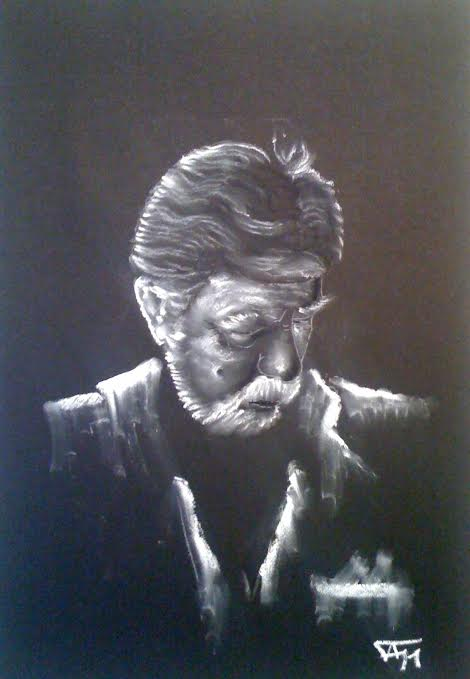
Autoportret

### Miejsca wernisaży i wystaw
- Muzeum Historii Warszawy
- Dom Kultury „Uśmiech” w Ożarowie Mazowieckim
- Galeria „New City” w Warszawie
- Galeria „Atrium Plaza” w Warszawie
- Galeria „Chłodna 31" w Warszawie
- Klub Polonii w Phoenix (Arizona, USA)
- Bal Dziedzictwa Narodowego w Phoenix (Arizona, USA)
- Wystawa w San Diego (California, USA)
- Filia Domu Kultury „Uśmiech” w Józefowie
- Galeria „Szuflada” – Kawęczyńska 4 Warszawa
- Centrum Kultury w Izabelinie
- Ogrody Stowarzyszenia Architektów Rzeczypospolitej Polskiej
- Dom Polonii w Warszawie

### Pisarstwo
Pisze głównie krótkie opowiadania i białe wiersze. Były one drukowane w miesięczniku „Misericordia”, wydawanym przez parafię Miłosierdzia Bożego w Ożarowie Mazowieckim. Jego opowiadania i wiersze były również wydawane w formie zbiorów. Niektóre tytuły:
- Było takie życie – opowiadanie poświęcone ojcu artysty
- Brudnopis poukładanego inaczej – zbiór opowiadań
- Bogu i ludziom – zbiór opowiadań
- Wierszokletki malowane piórkiem – zbiór wierszy
- Wspomnienie o… – opowiadanie poświęcone Prałatowi Tadeuszowi Uszyńskiemu
- Posłuchajmy synku jak wierzby płaczą – zbiór opowiadań
- Pogubiłem czas
- ŻYCIEOD PRZYPADKU, DO PRZYPADKU?
- BYŁO TAKIE ŻYCIE?

## Nagrody i wyróżnienia
Niektóre z przyznanych nagród:
- Nagroda Główna za Projekt Domu Marzeń w konkursie organizowanym przez firmę projektową Archeton
- Cztery nagrody i wyróżnienia w malarstwie sztalugowym
- II nagroda w konkursie organizowanym przez Ośrodek Badania Historii Najnowszej „Karta” za opowiadanie Było takie życie
- Główna Nagroda Prezydenta Miasta Stołecznego Warszawy za opowiadanie Sznurowadło
- Główna Nagroda Wojewody Mazowieckiego za opowiadanie Ojciec swoich wnucząt”